# Massimo Costantini (hockeista su ghiaccio)
Massimo Costantini (Cortina d'Ampezzo, 24 agosto 1959) è un ex hockeista su ghiaccio italiano.
Giocatore della Sportivi Ghiaccio Cortina ha preso parte al campionato europeo junior di hockey su ghiaccio nel 1980 nei Paesi Bassi ed al campionato mondiale di hockey su ghiaccio del 1981 a Barcellona, in Spagna.